# والدمار چهارم
والدمار چهارم (دانمارکی: Valdemar Atterdag؛ ح. 1320 – ۲۴ اکتبر ۱۳۷۵ (۵۴−۵۵ سال)) یک پادشاه دانمارک بود.